# Rintarō Okabe
Rintarō Okabe (jap. 岡部倫太郎 Okabe Rintarō) – postać fikcyjna, protagonista serii Steins;Gate. Koncepcja postaci w anime została stworzona przez  Kyūtę Sakaia, a głosu użyczył mu Mamoru Miyano.

## Opis postaci
Rintarō Okabe jest studentem Tokyo Denki University i założycielem Laboratorium Gadżetów Przyszłości. Ma zwyczaj nazywania siebie „szalonym naukowcem” i prowadzenia urojonych rozmów telefonicznych. Tytułuje siebie pseudonimem Kyōma Hōōin (jap. 鳳凰院凶真 Hōōin Kyōma), a także „Okarin” co stanowi portmanteau jego imienia i nazwiska. Pewnego dnia, wizytując w siedzibie radia w Akihabarze na wykładzie doktora Nakabachiego, Okabe jest świadkiem śmierci dziewczyny – Kurisu Makise. Widząc to, wysyła do swojego przyjaciela Daru SMSa z informacją o tym wydarzeniu. Wkrótce potem okazuje się, że rzekomo zmarła dziewczyna pojawia się na wykładzie, natomiast w telefonie Daru nie ma wiadomości o jej śmierci. Wkrótce potem Okabe odkrywa, że SMS (D-mail) został wysłany do przeszłości (przy współpracy komórki i mikrofalówki), co zapobiegło śmierci Kurisu. Chcąc zgłębić to zjawisko, postanawia włamać się do systemów CERNu, a także skontaktować się na forum internetowym z osobą podającą się za Johna Titora. Wkrótce potem Okabe testuje wysyłanie wiadomości do przeszłości poprzez próbę wygrania trzeciej nagrody w loterii pieniężnej (nieudanej, z powodu pomyłki Ruki). Okabe, przekonany o skuteczności zmieniania przeszłości, spełnia prośby swoich przyjaciół – umożliwia Moece zakaz zmiany numeru telefonu, a Ruce – zmianę płci. Pomimo zmian, Okabe jako jedyny zachowuje wspomnienia z równoległych światów, co według Titora umożliwia mu zdolność zwana „Reading Steiner”. Pomimo zauważalnych zmian w otoczeniu, wynikających z efektu motyla, Rintarō kontynuuje ingerowanie w przeszłość, poprzez uchronienie ojca Faris przed przedwczesną śmiercią. Dzięki podłączeniu do Wielkiego Zderzacza Hadronów ekipie laboratoryjnej udaje się skonstruować wehikuł przeskoku czasowego, umożliwiający nadpisanie pamięci samego siebie w przeszłości. Tymczasem grupa Moeki atakuje laboratorium i zabija Mayushi.
Wobec tych wydarzeń, Okabe usiłuje za wszelką cenę uratować przyjaciółkę, cofając się w przeszłość. Orientuje się jednak, że zapobieżenie jej śmierci jest niemożliwe. Suzuha informuje go, że do uniknięcia śmierci Mayushi, Okabe musi wydostać się ze świata alfa i przekroczyć granicę rozbieżności 1%, dzięki czemu będzie mógł przejść do świata beta. Aby tego dokonać, musi odczynić efekty wszystkich wiadomości, które wcześniej zostały wysłane w przeszłość. Po anulowanie D-maili Faris, Ruki i Moeki, Okabe orientuje się, że musi także anulować pierwszą wiadomość, która zapobiegła śmierci Kurisu. Gdy tego dokonuje, przybywa do niego Suzuha z 2036 roku (która okazuje się być Johnem Titorem) i nakazuje mu uratowanie Makise. Aby tego dokonać należy przesunąć granicę do świata, na który nie wpływa konwergencja atraktora pola (tytułowa Brama Steina). Po jednej nieudanej próbie uratowania Kurisu, Okabe otrzymuje wiadomość od samego siebie z 2025 roku. Przyszły Rintarō twierdzi, że aby uratować Kurisu, „nie można zmienić przeszłości, która już się wydarzyła”, czyli ówczesny Okabe musi zobaczyć ranną Makise i być przekonanym, że ona nie żyje. Dowiadując się tego, Okabe ponownie udaje się do przeszłości, niszczy pracę doktora Nakabachiego i pozoruje śmierć Kurisu, dzięki czemu udaje mu się zachować linię świata.

## Odbiór
W 2011 roku Rintarō Okabe został uznany najlepszą postacią męską według miesięcznika Newtype. Dwa lata później postać Okabe ponownie uplasowano na pierwszym miejscu. W głosowaniu fanów i miłośników fantastyki naukowej, zorganizowanym przez portal Mad Bracket Status, Rintarō Okabe został uznany najlepszym podróżnikiem w czasie w historii.